# 5. siječnja u Drugom svjetskom ratu
Drugi svjetski rat po nadnevcima: 5. siječnja u Drugom svjetskom ratu.

### 1942.
- Prema dogovoru s Trećim Carstvom, 1. korpus Bugarskih oružanih snaga započeo okupaciju jugoistoka Srbije.